# نواه غوردون
نواه غوردون (بالإنجليزية: Noah Gordon )‏ (و. 1926  م) هو كاتب، وروائي أمريكي، ولد في ورسستر.

## وصلات خارجية
- نواه غوردون على موقع IMDb (الإنجليزية)
- نواه غوردون على موقع مونزينجر (الألمانية)
- نواه غوردون على موقع ميوزك برينز (الإنجليزية)
- نواه غوردون على موقع ديسكوغز (الإنجليزية)
- نواه غوردون على موقع قاعدة بيانات الفيلم (الإنجليزية)
- نواه غوردون على موقع كينوبويسك (الروسية)
- نواه غوردون في قاعدة بيانات الأفلام على الإنترنت